# PSA EW/DW

## Silniki rodziny EW/DW
Są to 4 cylindrowe silniki czterosuwowe rzędowe – benzynowe (EW) oraz wysokoprężne (DW) głównie używane w samochodach koncernu PSA – Citroën i Peugeot. Mają pojemności skokowe od 1.8 do 2.2 litra. Wszystkie mają 16 zaworów i DOHC (z wyjątkiem starszych silników DW SOHC DW10TD i DW8). Wszystkie są chłodzone cieczą. Blok cylindrów wykonany jest ze stopu lekkiego.
Zostały wprowadzone do produkcji ok. 2000 r. zastępując wcześniejsze silniki rodziny XU/XUD. Wiele rozwiązań technicznych odziedziczyły po poprzednikach.

## Układ Zasilania
Wtrysk wielopunktowy.

## Układ Zapłonowy
Układ zapłonowy – układ bezrozdzielaczowy.

## EW7
Silnik EW7 posiada tłoki o średnicy 82.7mm i skok tłoka 81.4mm, pojemność silnika wynosi 1749cm³.
| Silnik | Moc          | Zasilanie                  |
| ------ | ------------ | -------------------------- |
| EW7 J4 | 116KM (85kW) | 16v Wtrysk MPI katalizator |
| EW7 A  | 125km (92kW) | 16v Wtrysk MPI katalizator |

## EW10
Silnik EW10 posiada tłoki o średnicy 85mm i skok tłoka 88mm, pojemność silnika wynosi 1997cm³.
| Silnik        | Moc           | Zasilanie                  |
| ------------- | ------------- | -------------------------- |
| EW10 D        | 140km (103kW) | 16v Wtrysk DI katalizator  |
| EW10 J4 (RFN) | 136km (100kW) | 16v Wtrysk MPI katalizator |
| EW10 J4 (RFR) | 143km (105kW) | 16v Wtrysk MPI katalizator |
| EW10 J4 S     | 177km (130kW) | 16v Wtrysk MPI katalizator |
| EW10 A (RFJ)  | 140km (103kW) | 16v Wtrysk MPI katalizator |

## EW12
Silnik EW12 posiada tłoki o średnicy 86mm i skok tłoka 96mm, pojemność silnika wynosi 2231cm³.
| Silnik  | Moc                   | Zasilanie                  |
| ------- | --------------------- | -------------------------- |
| EW12 J4 | 158-163km (116-120kW) | 16v Wtrysk MPI katalizator |

## DW8
Silnik DW8 posiada tłoki o średnicy 82.2mm i skok tłoka 88mm, pojemność silnika wynosi 1868cm³.
| Silnik | Moc         | Zasilanie          |
| ------ | ----------- | ------------------ |
| DW8    | 69km (51kW) | Diesel katalizator |
| DW8 B  | 69km (53kW) | Diesel katalizator |

## DW10
Silnik EW10 posiada tłoki o średnicy 85mm i skok tłoka 88mm, pojemność silnika wynosi 1997cm³.
| Silnik     | Moc           | Zasilanie                                |
| ---------- | ------------- | ---------------------------------------- |
| DW10 ATED  | 107km (79kW)  | common rail turbo-Diesel katalizator     |
| DW10 ATED4 | 107km (79kW)  | 16v common rail turbo-Diesel katalizator |
| DW10 TD    | 90km (66kW)   | common rail turbo-Diesel katalizator     |
| DW10 BTED4 | 136km (100kW) | 16v common rail turbo-Diesel katalizator |

## DW12
Silnik EW12 posiada tłoki o średnicy 85mm i skok tłoka 96mm, pojemność silnika wynosi 2179cm³.
| Silnik    | Moc                 | Zasilanie                                |
| --------- | ------------------- | ---------------------------------------- |
| DW12 UTED | 100km (74kW)        | common rail turbo-Diesel katalizator     |
| DW12 TED4 | 128-133km (94-98kW) | 16v common rail turbo-Diesel katalizator |

## Inne silniki PSA
TU, TUD, XU, XUD, X, EV, PRV, ES, Prince